# Vic Pires Franco
Victor Pires Franco Neto (Belém, 18 de junho de 1960) mais conhecido como Vic Pires Franco é um jornalista e político brasileiro. Apresentou os telejornais da TV Liberal entre 1982 a 1992 quando se elegeu vereador de Belém pelo PFL.
Dois anos depois se elegeu deputado federal, sendo reeleito por mais três vezes consecutivas. É casado com a também jornalista e ex-vice governadora do Pará Valéria Pires Franco.